# Basso (nome)
Basso  è un nome proprio di persona italiano maschile.

## Varianti
- - Alterati: Bassillo[3]
- Femminili: Bassa[1][3]
  - Alterati: Bassilla[3]

### Varianti in altre lingue
- Catalano: Bas[4]
  - Femminili: Bassa[4]
- Latino: Bassus[1][5]
  - Femminili: Bassa[1]
  - Alterati femminili: Bassilla[6]
- Russo: Васс (Bass)
- Spagnolo: Baso[4]
  - Femminili: Basa[4]

## Origine e diffusione
Deriva dal cognomen romano Bassus, tipico della gens Bassia; secondo alcune fonti riprenderebbe direttamente l'aggettivo latino bassus ("grasso", e poi "di piccola statura", "tozzo", appunto "basso"), mentre altre lo riconducono al greco antico βασσος (bassos, "volpe"). Il nome Bassiano è un suo derivato.
La sua diffusione in Italia, sparsa in tutto il territorio peninsulare, è dovuta al culto dei vari santi così chiamati, in particolare di san Basso, vescovo di Nizza.

## Onomastico
L'onomastico può essere festeggiato in memoria di più santi, nelle date seguenti:
- 20 gennaio, san Basso, senatore romano, martire sotto Diocleziano[7]
- 14 febbraio, san Basso o Bassiano, martire ad Alessandria d'Egitto[7]
- 11 maggio, san Basso, martire sulla via Salaria fuori Roma, sotto Diocleziano[7][8]
- 20 maggio, santa Bassilla (o Basilla), nipote di Gallieno, battezzata da papa Cornelio, martire a Roma[9]
- 18 luglio, san Basso, martire a Durostorum[7]
- 10 agosto, santa Bassa, religiosa, martire con Paola e Agatonica a Cartagine[10]
- 21 agosto, santa Bassa, martire con i suoi tre figli in Siria[8]
- 17 ottobre, san Basso, martire con i santi Catervio e Severina a Tortona[8]
- 20 novembre, san Basso, martire con altri compagni ad Eraclea[7]
- 5 dicembre, san Basso, vescovo di Nizza, martire sotto Decio[7][8]
- 5 dicembre, san Basso, vescovo di Lucera, martire sotto Traiano[7]

## Persone
- Basso di Lucera, vescovo di Lucera
- Basso di Nizza, vescovo di Nizza
- Basso Ercolano, nobile e politico romano
- Basso Ragni, pittore italiano
- Basso Sciarretta, artista, scultore e pittore italiano